# Zero (revista de Argentina)
Zero es una revista dedicada a la música, a la difusión cultural y a la cultura popular. Se edita desde 1999 en la provincia de Mendoza, Argentina.

## Historia
Fue fundada por Gaby Góngora y Darío Manfredi (sus directores actuales) en noviembre de 1999 en Mendoza (Argentina), como medio de difusión de artistas locales y nacionales, llevando a tapa a las agrupaciones que forman la escena del Rock de Mendoza, pero incluyendo en sus contenidos información de todo el mundo. La revista se identifica con la contracultura y se aleja de los medios tradicionales, ya que no persigue fines comerciales.
Desde marzo de 2020, a causa de la pandemia y el cierre temporal de puestos de diarios y revistas, Zero empieza a salir de manera virtual manteniendo el formato de diseño de revista impresa con la opción de lectura y descarga gratuita.
Www.revistazero.com.ar

### Personal
El equipo se completa con periodistas, fotógrafos, ilustradores: Roly Giménez, Andrés Casciani, Belén Luque, Nazareno Manfredi, Fiorella Manfredi, Fabián Sepúlveda, Adrián Máttar, Emanuel Arrieta, Laura Lescano y Eddy W. Hooper.

### Agenda Zero
En 2023 nace Agenda Zero, una agenda cultural impresa en papel, dirigida por Gaby Góngora y Fiorella Manfredi, que se distribuye en diferentes puntos culturales, como bares, teatros y centros culturales. Contiene calendario cultural, póster, fragmentos de revista Zero y lanzamientos. También la agenda va reponiendo fechas en sus redes sociales y en la página oficial de revista Zero.

### Premios Zero
La entrega anual de los Premios Zero es un evento realizado por revista Zero con la idea de ofrecer un reconocimiento a los músicos locales y crear mayor interés de parte de la prensa especializada; el jurado está integrado por periodistas de espectáculos de medios de Mendoza y el resto de la Argentina. La propuesta nació en el año 2001, y en ese entonces se repetía con periodicidad bianual, llevándose a cabo otra vez en los años 2003, 2005 y 2007. Luego de un intervalo de cuatro años, los Premios Zero se convirtieron en un evento anual, realizándose la quinta entrega en el año 2011 en la Nave Cultural de la ciudad de Mendoza y en los años 2012, 2013 y 2014 en la sala mayor de esa ciudad, el Teatro Independencia.
La entrega de 2013, tuvo la novedad de abrirse al plano nacional con las categorías: "Mejor Banda Federal" y "Mejor Solista Federal"; participaron más de 140 bandas de toda la Argentina y el Jurado estuvo integrado por 25 periodistas de todo el país: Maxi Martina de Vorterix Rock, Luis Paz de Página/12, Adrián Moujan de Télam, Roque Casciero de Página/12, Gabriel Plaza de La Nación, Yumber Vera Rojas (periodista Independiente), Rodrigo Rojas de La Voz del Interior, Maxi Uceda de Espacio Le Parc, Ministerio de Cultura de Mendoza, Poli Avalos de Canal 9 Televida, Sebastián Palma de Canal 7 (Mendoza), Mariana Guzzante de Diario Los Andes, Gonzalo Arroyo (MDZ Online), Oscar Trapé de Diario Uno (Mendoza), Jero Frustaglia y Juan Pablo López de Mr. Music, Luis Guiñazú Fader de Manzana Latente, Mariela Encina de FM UTN, Francisco Martínez Espinosa de FM UTN Mendoza, Ringo Obregón de Rock & Pop y todo el equipo de Zero.
En el 2014, además de repetirse esa experiencia, se agregaron las nominaciones para elegir Mejor Programa de TV.
En 2016 se repite la experiencia en el Teatro Independencia con las categorías que se habían agregado ya en la edición anterior. <https://www.elsol.com.ar/el-sol/se-entregaron-los-premios-zero-a-la-musica-local/>
Ganadores Premios Zero 2014:
- Banda de menores: La Taza Calva
- Banda nueva: Cambodia
- Rock Fusión: Bigote
- Electrónica: El Nerd
- Fusión latina: Parió la Choca
- Indie: Usted Señalemelo
- Power Rock: Inquilinos D mentes
- Punk: Los Yetis con Jeans
- Rock: Abril en llamas
- Rock Pop: Androide
- Banda Federal: Ensable Chancho a Cuerda
- Solista Federal: Tomi Lebrero
- Pop: X-Teléfono
- Solista Folk: Mariana Päraway
- Solista Rock pop: Juampi Di Césare
- Rock Fuerte: Black Noise Machine
- Metal: Arcángel
- Mejor producción musical: Leandro Lacerna por “Hilario”, de Mariana Päraway
- Arte de tapa: "Glacé", Androide. Arte: Fernando Cardone
- Videoclip: La bestia, Maxi Amué. Director: Mariano Di Césare
- Programa de TV: Rosswald vs Richmond – Canal Acequia
- Mejor banda Zero 2014: Usted Señálemelo

Ganadores Premios Zero 2016:
- Banda Federal: Limbo (San Juan)
- Solista Federal: Fede Cabral (Buenos Aires)
- Solista Rock: Leandro Lacerna
- Solista Pop: Nasif
- Solista Folk: Lucía Miremont
- Rock Pop: Surfeando el Tambor
- Rock Fusión: Perras on the Beach
- Rock Fuerte: Black Noise Machine
- Rock & Roll: Oeste 33
- Rock: Las Cosas que Pasan
- Punk: Las Ex
- Power Rock: Inquilinos D Mentes
- Pop: La Nueva Guardia
- Metal: Arcangel
- Industrial: Post Machinery Environment
- Indie: Lavanda Fulton
- Fusión Latina: Volantines
- Electrónica: Fideos con Tuco
- Banda Nueva: Cerro Dublín
- Arte de Tapa: “Horas Antes”, Fede Jaramillo, por Luciana Orozco
- Programa de TV: La Estafeta (Canal Acequia)
- Videoclip: Diccionario de lo Olvidado – Bigote (Marcos babar y Bruno Palero)
- Mejor Banda 2016: Pasado Verde